# Earl Alexander Powell III

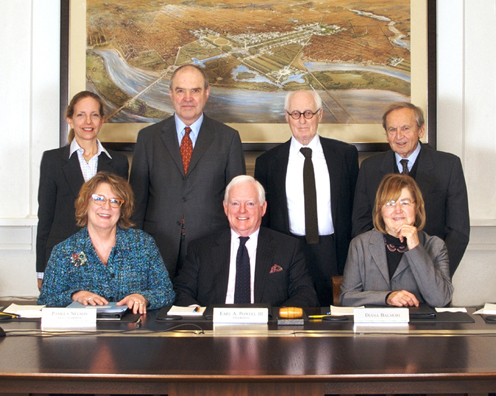
Earl Alexander Powell III (2009, Erste Reihe, Mitte)

Earl Alexander Powell III (* 24. Oktober 1943 in Spartanburg, South Carolina) ist ein US-amerikanischer Kunsthistoriker und Museumsdirektor.

## Leben
Seine Eltern waren Earl Alexander Powell II und Elizabeth Duckworth Powell.
Powell besuchte die Providence Country Day School und das Williams College in Massachusetts. Powell studierte Kunstgeschichte an der Harvard University. Von 1966 bis 1969 war er in der United States Navy tätig. 1974 erhielt er eine Anstellung als Mitarbeiter an der University of Texas at Austin im Fachbereich Kunstgeschichte. Von 1980 bis 1992 war Powell Museumsdirektor der Los Angeles County Museum of Art. Als Nachfolger von J. Carter Brown war er von September 1992 bis 2019 Museumsdirektor der National Gallery of Art. Sein Nachfolger als Museumsdirektor der National Gallery of Art wurde im März 2019 Kaywin Feldman. Seit 2005 ist er Vorsitzender der United States Commission of Fine Arts. Ebenso ist er seit 2005 Mitglied der American Academy of Arts and Sciences. Powell ist verheiratet.

## Auszeichnungen und Preise (Auswahl)
- Träger des Ordens des Infanten Dom Henrique (Großkreuz)
- 2019: Träger des Ordens der Aufgehenden Sonne, 2. Klasse[3]
- 2020: Träger der National Medal of Arts[4]